# Chemin de croix
Pour les articles homonymes, voir Chemin de croix (homonymie).

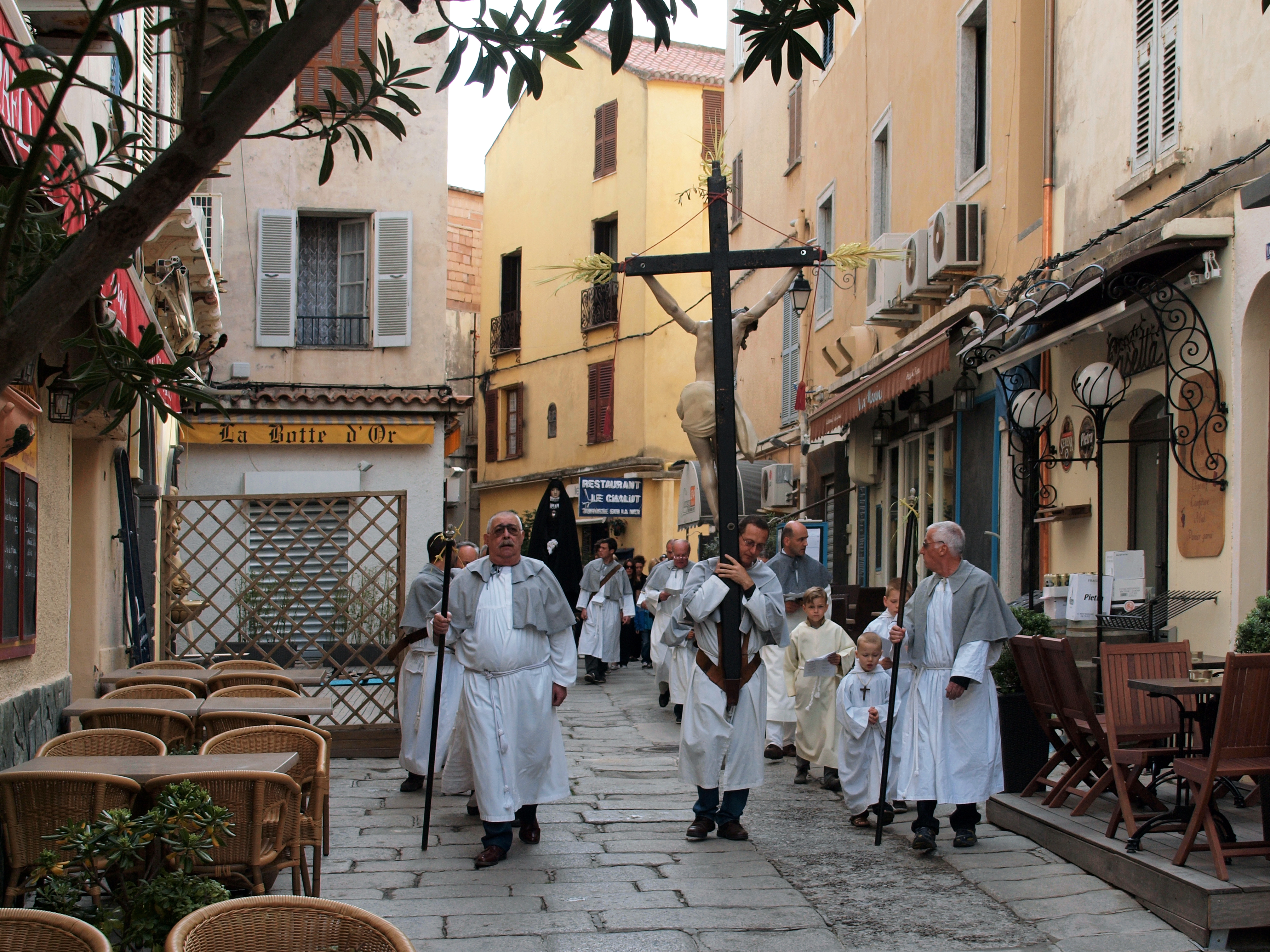
Chemin de croix à Calvi en Corse.

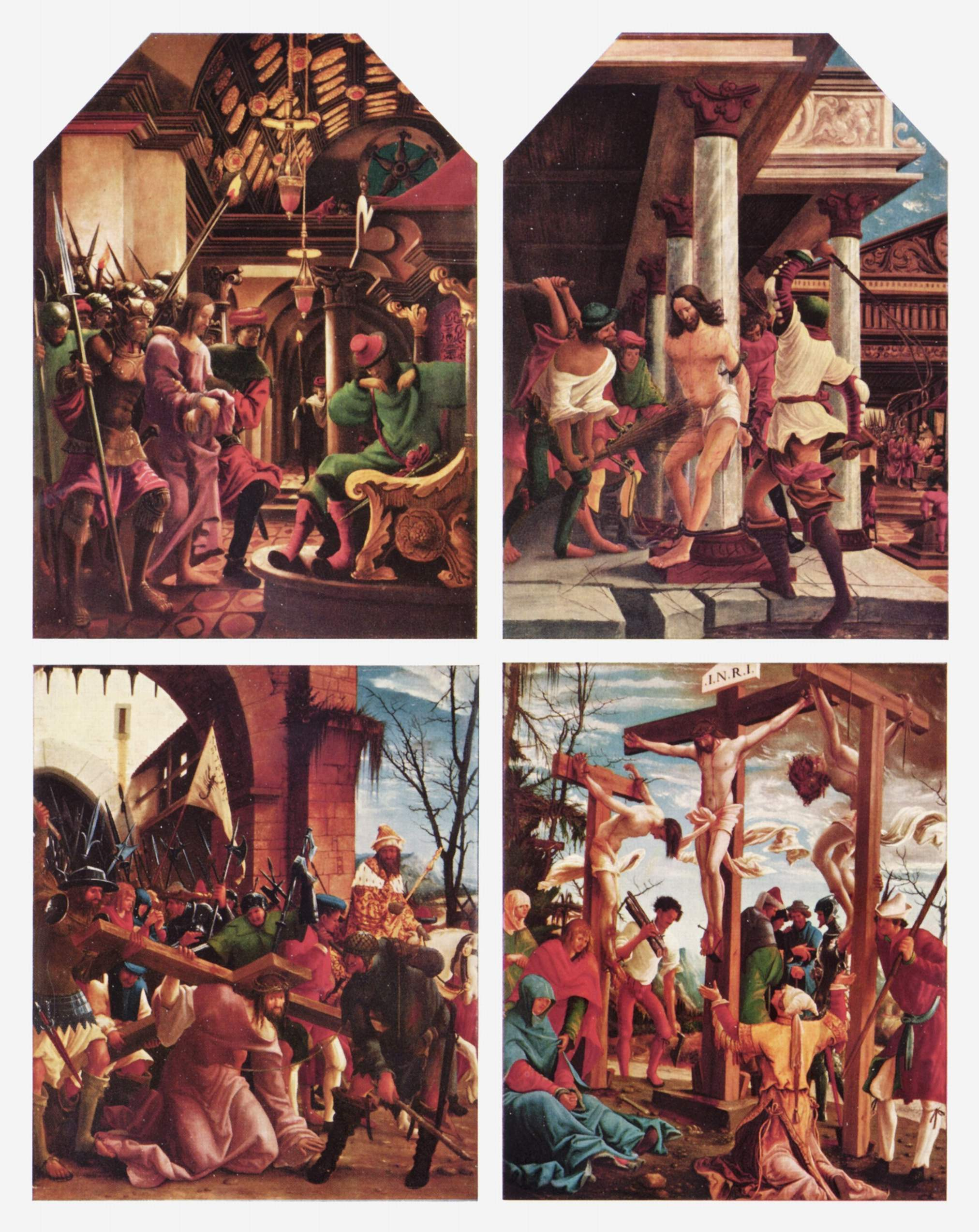
Panneau du Chemin de croix d’Albrecht Altdorfer, vers.

Le Chemin de croix (en latin Via crucis) est, dans la tradition chrétienne, un acte dévotionnel privé ou communautaire. En commémorant la Passion du Christ par les évocations de quatorze moments particuliers de celle-ci (certains issus de la tradition et non rapportés dans les écrits bibliques), les fidèles souhaitent recevoir la grâce de communier intensément aux souffrances du Christ, sauveur des hommes.
Ces cérémonies sont fréquentes pendant le Carême, et surtout le Vendredi saint.
La cérémonie comporte parfois une procession, interrompue par des prédications, des méditations et des prières, effectuées en s'arrêtant devant quatorze tableaux, crucifix ou autres symboles disposés soit autour de l'église ou d'un lieu attenant (généralement une voie reproduisant la montée au calvaire), soit dans l'église elle-même.
Le Chemin de croix qui est célébré avant l'office de la Passion se distingue des processions du Christ-Mort qui sont célébrées après cet office à la nuit tombée.
Par extension, le Chemin de croix désigne l'ensemble des symboles matériels (tableaux, statues, plaques, crucifix, etc.) marquant les différentes « stations » de la cérémonie.

## Éléments historiques

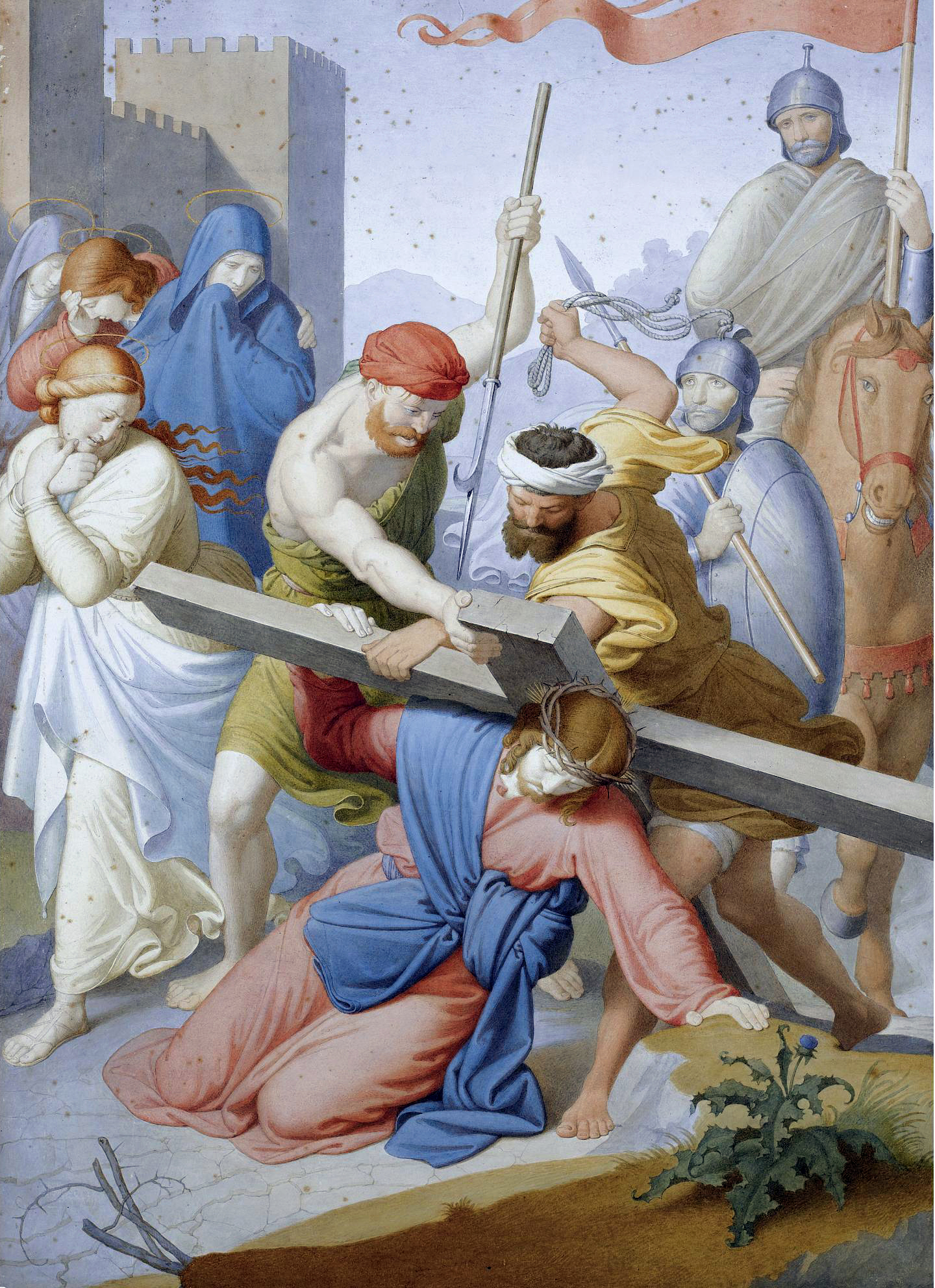
de la série en aquarelle Via Crucis de Johann Friedrich Overbeck.

Le Chemin de croix a son origine dans la liturgie du Vendredi saint des chrétiens de Jérusalem. Les franciscains sont présents en Terre sainte depuis 1220 et fondent en 1342 la Custodie de Terre sainte. Entre ces deux dates, suivant eux-mêmes le rite traditionnel en usage dans l'Église orthodoxe locale, ils le transposent progressivement dans des petits sanctuaires extérieurs en Italie. Le Chemin de croix comporte à l'origine sept stations mais leur nombre varie considérablement, jusqu'à trente-sept. La liberté d'interprétation iconographique est en effet telle que si certains des épisodes sont relatés dans les évangiles (condamnation de Jésus, réquisition de Simon de Cyrène pour porter la croix…) d'autres sont nés de traditions tardives ou de la compassion imaginaire des promoteurs de cette dévotion (Véronique essuyant le visage du Christ, les trois chutes). La première utilisation du terme de stations apparaît dans le récit d'un pèlerin anglais, William Wey (en) qui s'est rendu en terre sainte en 1458 et 1462.
Un bref du pape Innocent XI (5 septembre 1686) permet aux franciscains d'installer des stations dans leurs églises. Par le bref Exponi nobis (en) du 16 janvier 1731, le pape  Clément XII permet plus largement l'érection de chemins de croix dans n'importe quel lieu pieux (église paroissiale, oratoire, monastère et autres lieux de dévotion) à la seule condition que ceux-ci soient faits par un franciscain. Ce décret est confirmé par le bref Cum tantae du 30 août 1741 de Benoît XIV. Le 10 mai 1742, ce pape réglemente le droit d'érection des chemins de croix et leur présentation matérielle (les stations doivent être matérialisées par des croix en bois, bénites selon la formule du Rituel, et peuvent être accompagnées de scènes peintes ou sculptées). Le franciscain Léonard de Port-Maurice en est un ardent propagateur en Italie et y fixe le nombre de stations à quatorze, du procès de Jésus à sa mise au tombeau. En 1862, un décret du Saint-Siège permet aux prêtres d'ériger eux-mêmes un Chemin de croix dans leurs églises. Peu de fidèles pouvant se rendre à Jérusalem, les chemins de croix font alors office de mini-pèlerinage, si bien que des brefs apostoliques accordent des indulgences aussi bien aux fidèles qui visitent en personne les lieux saints qu'à ceux qui font leur Chemin de croix.
En France, le Chemin de croix à quatorze stations fait son apparition au début du XIXe siècle, en pleine période de recharge sacrale. Les prêtres immigrés en Italie lors de la Révolution française promeuvent cette dévotion lors de leur retour en France, laquelle connaît un succès grandissant jusque dans la seconde moitié du XXe siècle.

## Iconographie
Pendant des siècles, Jésus fut représenté portant sa croix tout entière sur l'épaule, aidé de Simon de Cyrène, sur la route du Calvaire. Au XXe siècle, s'est répandue l'idée qu'il devait ne porter, comme tous les condamnés, que la partie supérieure de la croix, le patibulum, attaché à ses deux bras et porté sur ses deux épaules, de Jérusalem au Golgotha, lieu du supplice, où l'autre partie de la croix était fichée en terre.
Beaucoup d'intérêt a été montré au cours des siècles pour la conservation, la restauration et l'analyse des images iconographiques associées à cette commémoration : les quatorze stations ont été représentées dans les églises et en d'autres lieux de culte, parfois même à l'extérieur, par des peintures, des pièces en terre-cuite, des bas-relief ou par de réelles sculptures. Artistiquement, elles sont considérées comme faisant partie de la production thématique inspirée par la crucifixion.
- L'on note, par exemple, le célèbre Chemin de croix peint par Giandomenico Tiepolo entre 1747 et 1749 pour l'église San Polo à Venise.

Le Chemin de croix

« Un tourbillon. Qu'allait-on prêter attention à ce misérable sous son bois qui n'avait plus que quelques heures à vivre ? on en voyait passer tant d'autres, des empoutrés… Et d'ailleurs on n'avait pas le temps, les multiples préparatifs de la fête accaparaient les esprits. On courait en tous sens, et Jésus montait, non seulement dans la douleur et les tourments, mais aussi dans l'indifférence épaisse du peuple qu'il était en train de sauver. Quelle affliction ! Le fouet avait été cruel, assurément. La croix était horriblement lourde et le chemin atroce. Mais rien n'était pire que l'abrutissement de cette foule désinvolte qui n'accordait pas un regard au condamné, pas une attention au râle sourd et haletant du supplicié. Pas l'ombre d'un intérêt. Pas un soupçon de considération compatissante. Rien ne semblait pouvoir détourner ces gens de leur frivolité pieuse et commerciale. La Vierge Marie aurait voulu hurler à ces passants qui bousculaient son fils sans le voir les mots que tous réciteraient consciencieusement, ô paradoxe, le soir même : « Écoute Israël ! ». »

— Guillaume de Menthière. Magnificat (magazine), H-S no 60, p. II.
- Via Crucis I 
 Jésus est condamné à mort.
- Via Crucis II 
Jésus porte sa croix.
- Via Crucis III 
Jésus tombe pour la première fois.
- Via Crucis IV 
Jésus rencontre sa mère.
- Via Crucis V 
Simon de Cyrène aide Jésus à porter la croix.
- Via Crucis VI 
Véronique essuie le visage de Jésus.
- Via Crucis VII 
Jésus tombe pour la deuxième fois.
- Via Crucis VIII 
Jésus rencontre les femmes de Jérusalem qui pleurent.
- Via Crucis IX 
Jésus tombe pour la troisième fois.
- Via Crucis X 
Jésus est dépouillé de ses vêtements.
- Via Crucis XI 
Jésus est cloué à la croix.
- Via Crucis XII 
Jésus meurt sur la croix.
- Via Crucis XIII 
Jésus est descendu de la croix et son corps est rendu à sa mère (Déploration).
- Via Crucis XIV 
 Le corps de Jésus est mis au tombeau.

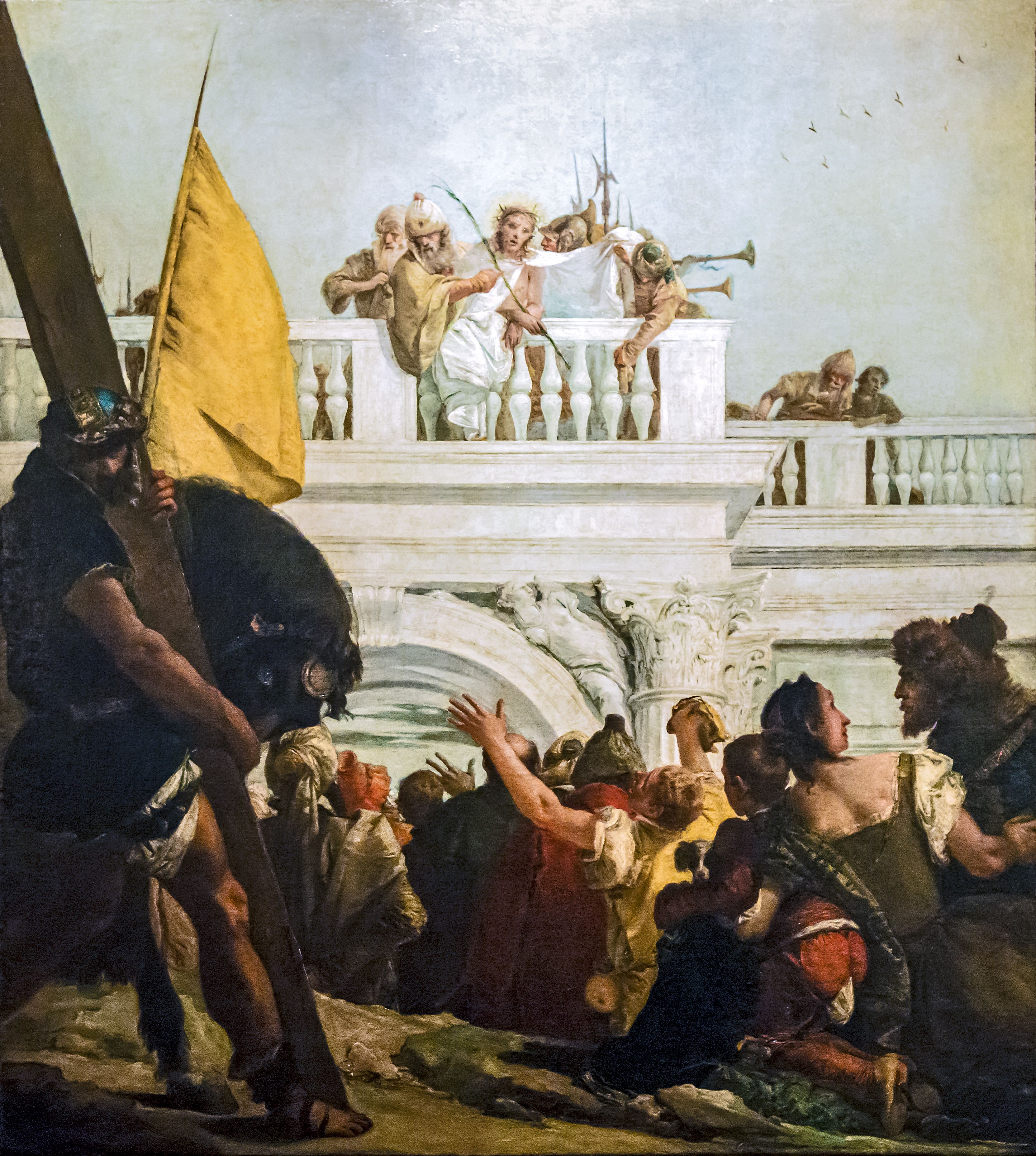
Jésus est condamné à mort.
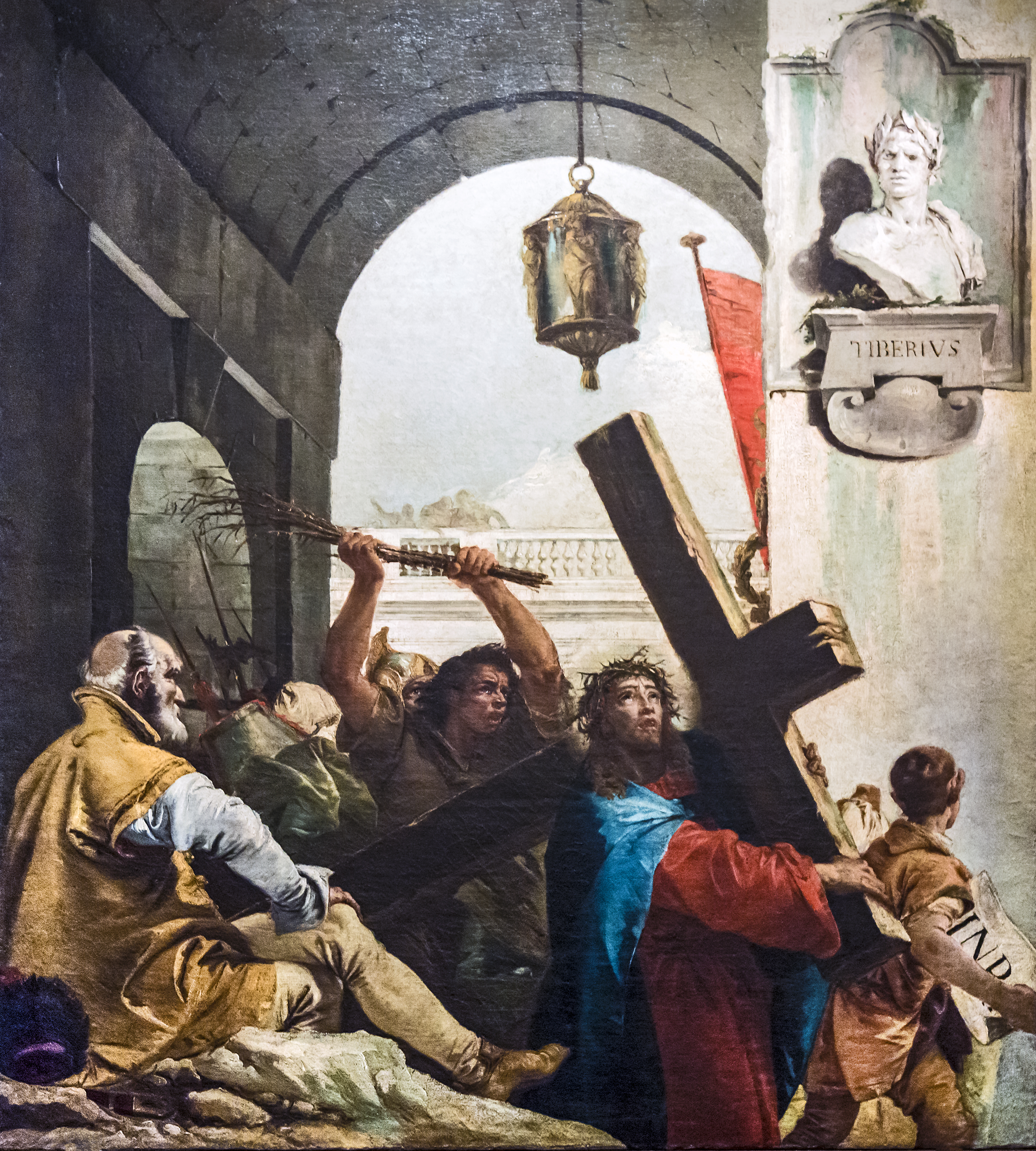
Jésus porte sa croix.
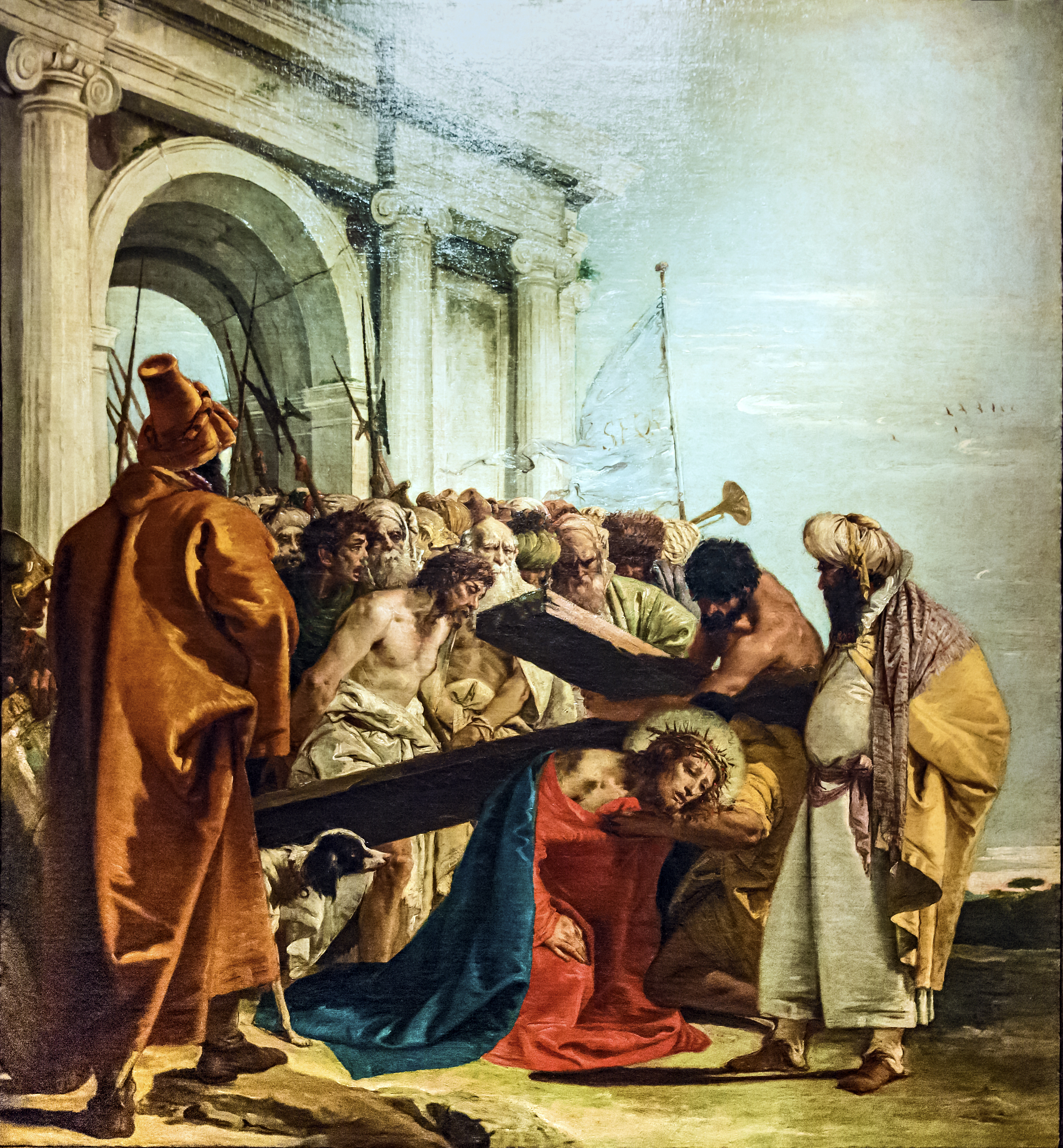
Jésus tombe pour la première fois.
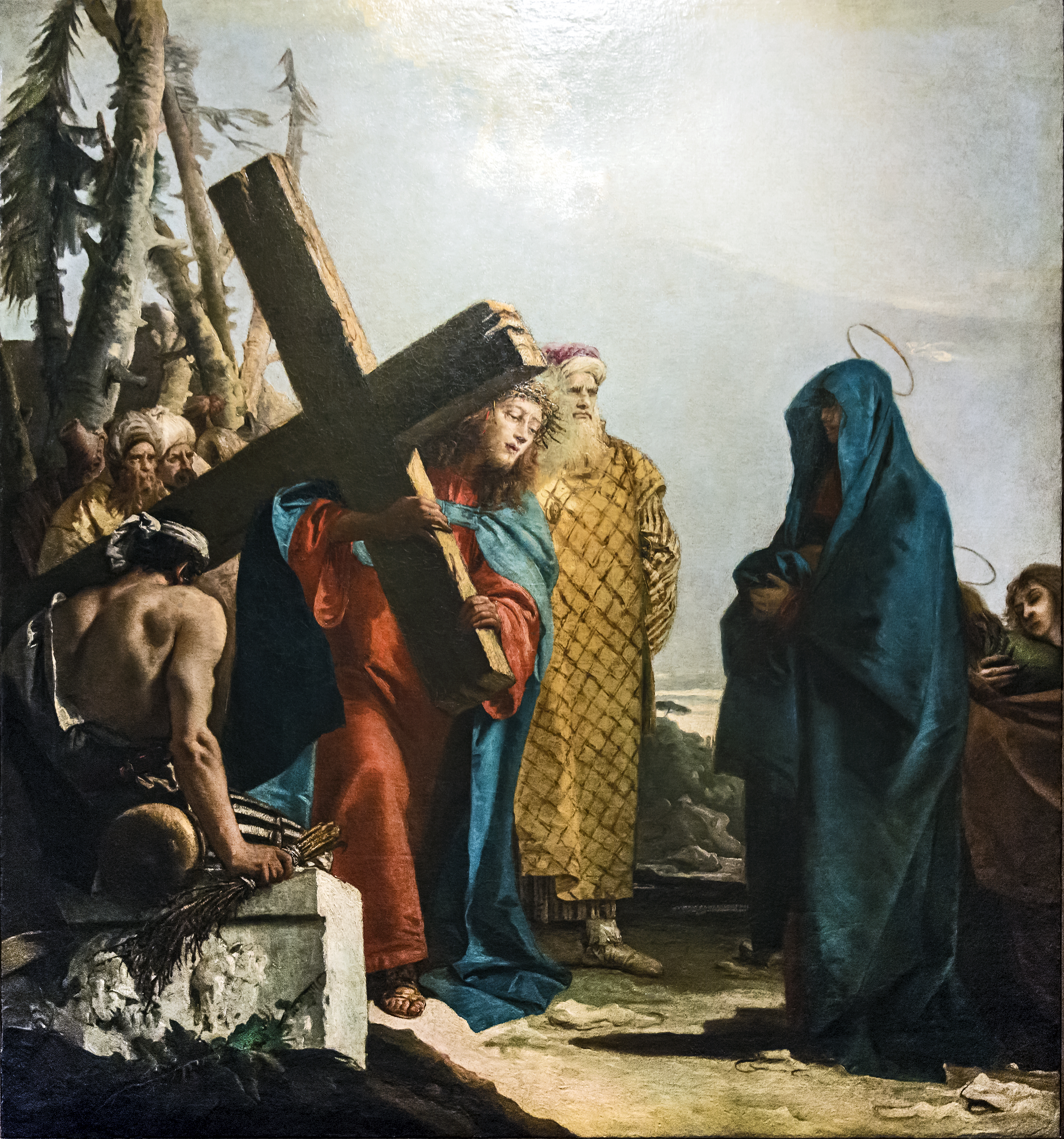
Jésus rencontre sa mère.
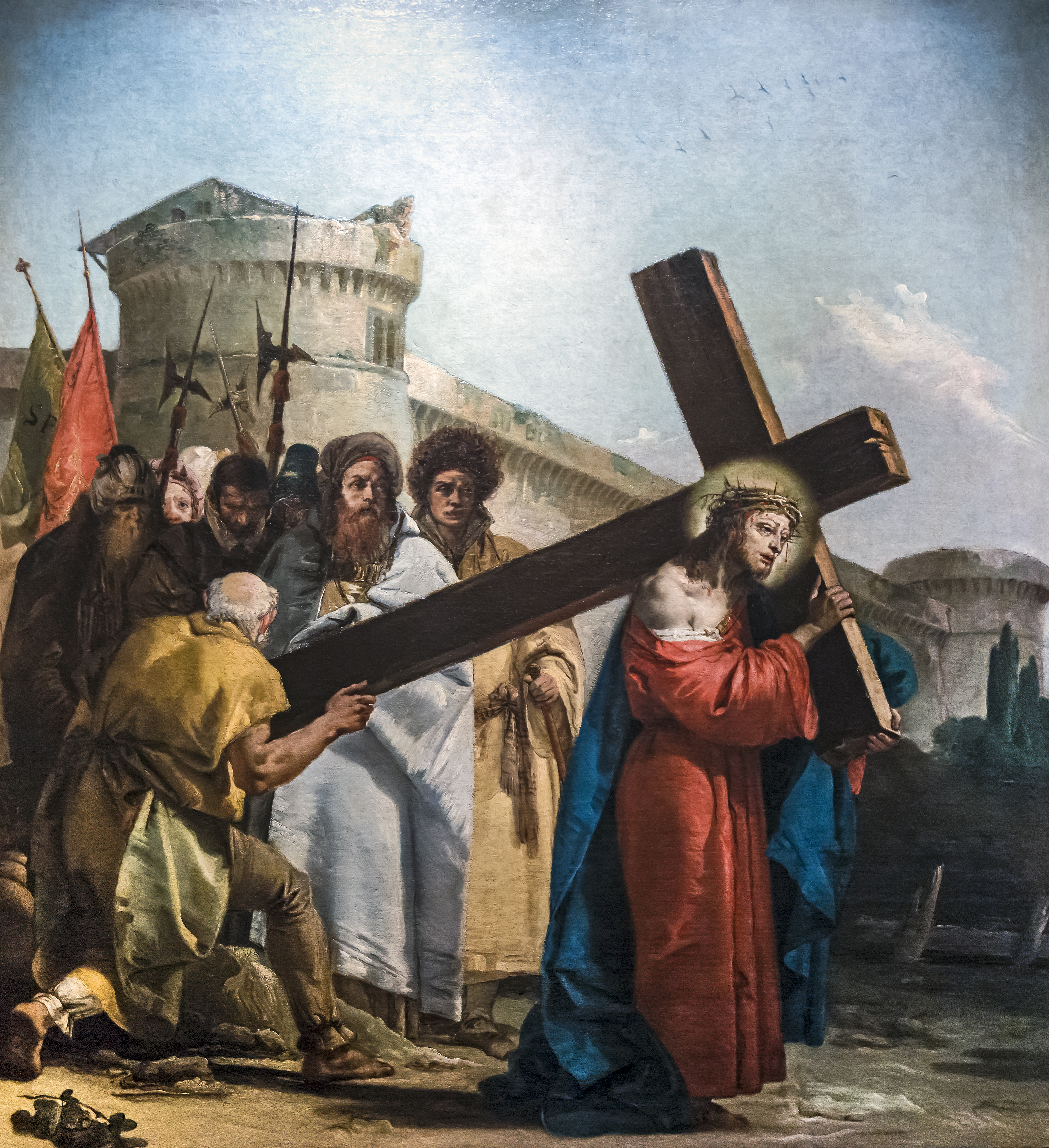
Simon de Cyrène aide Jésus à porter la croix.
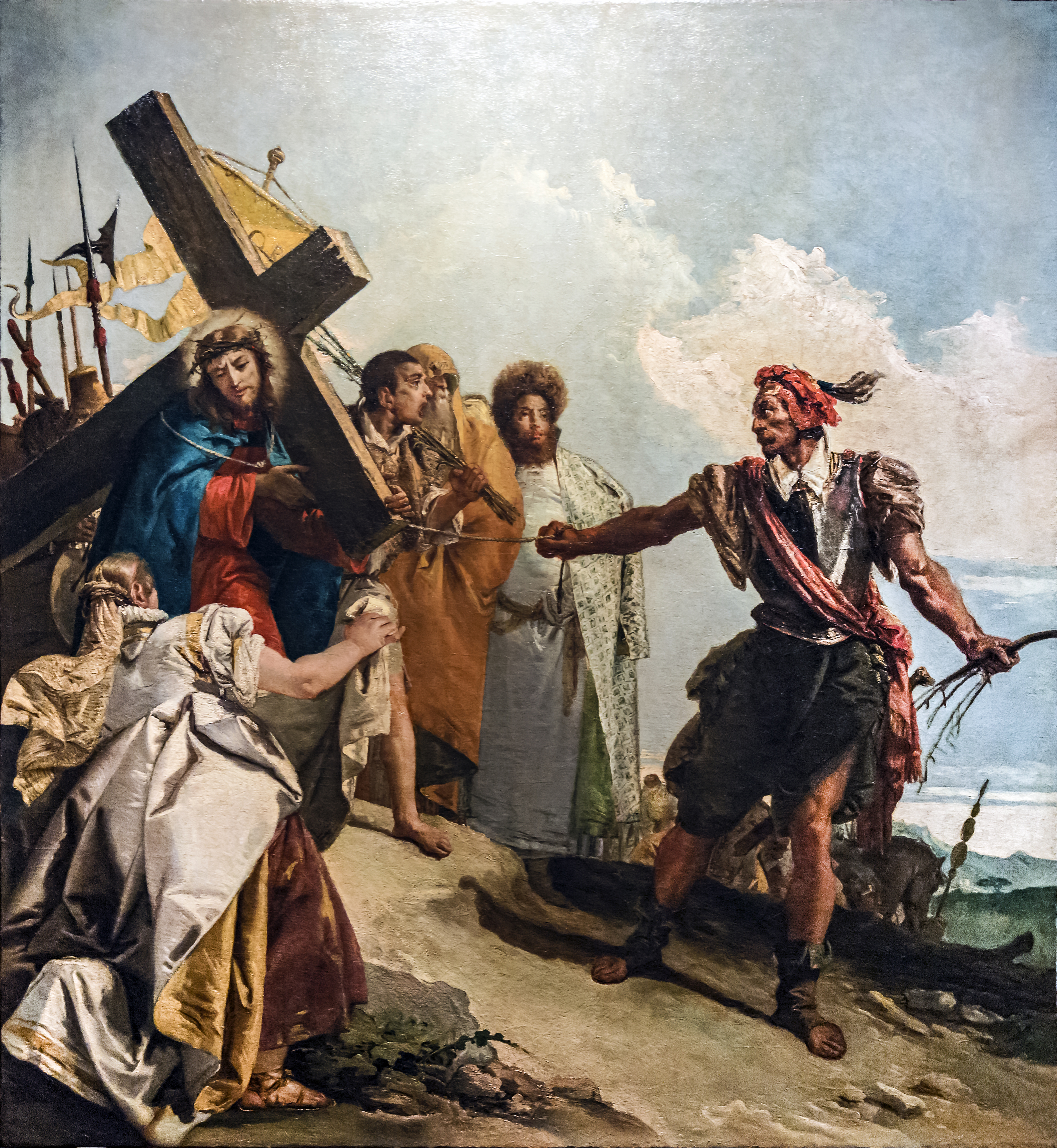
Véronique essuie le visage de Jésus.
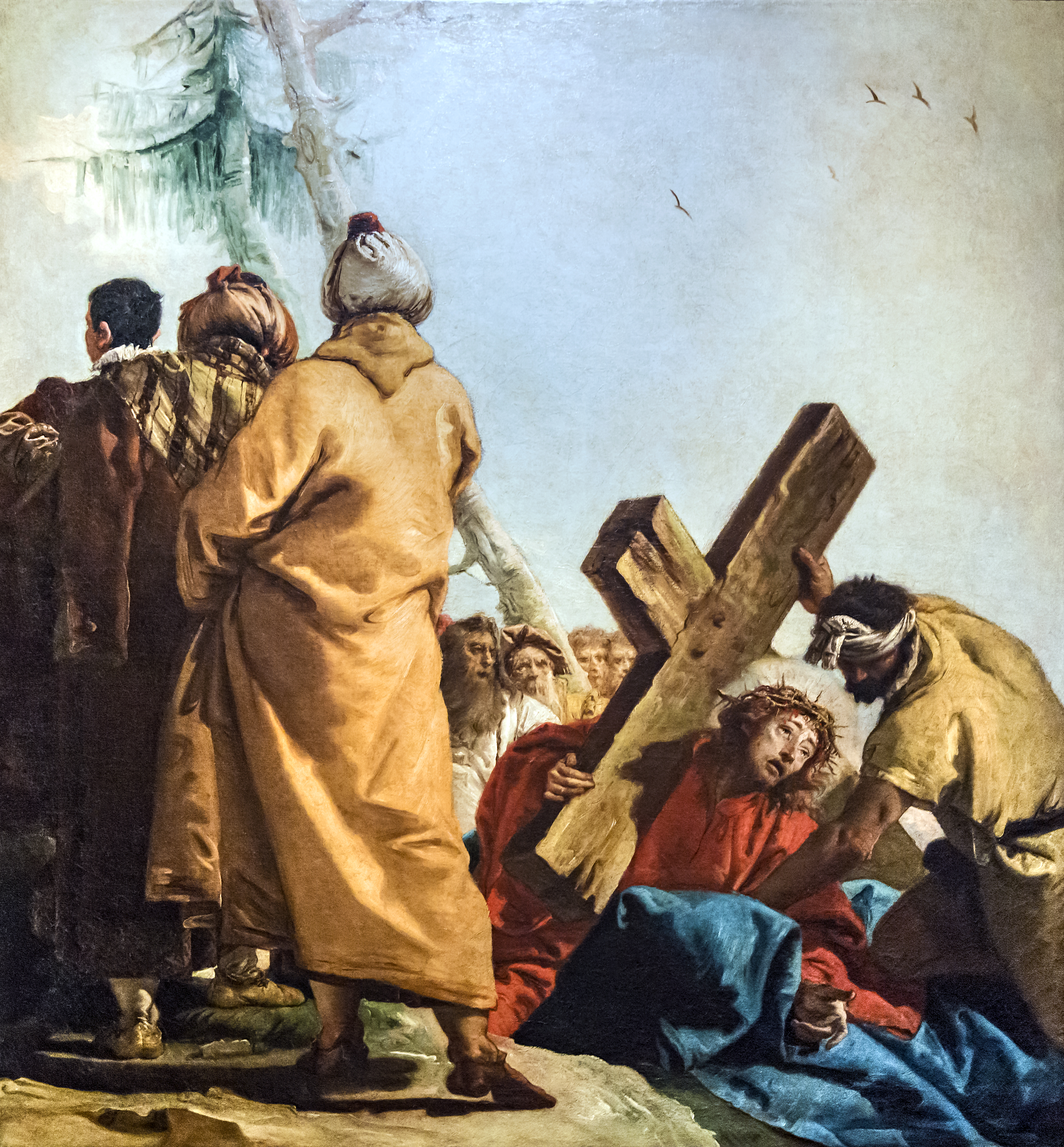
Jésus tombe pour la deuxième fois.
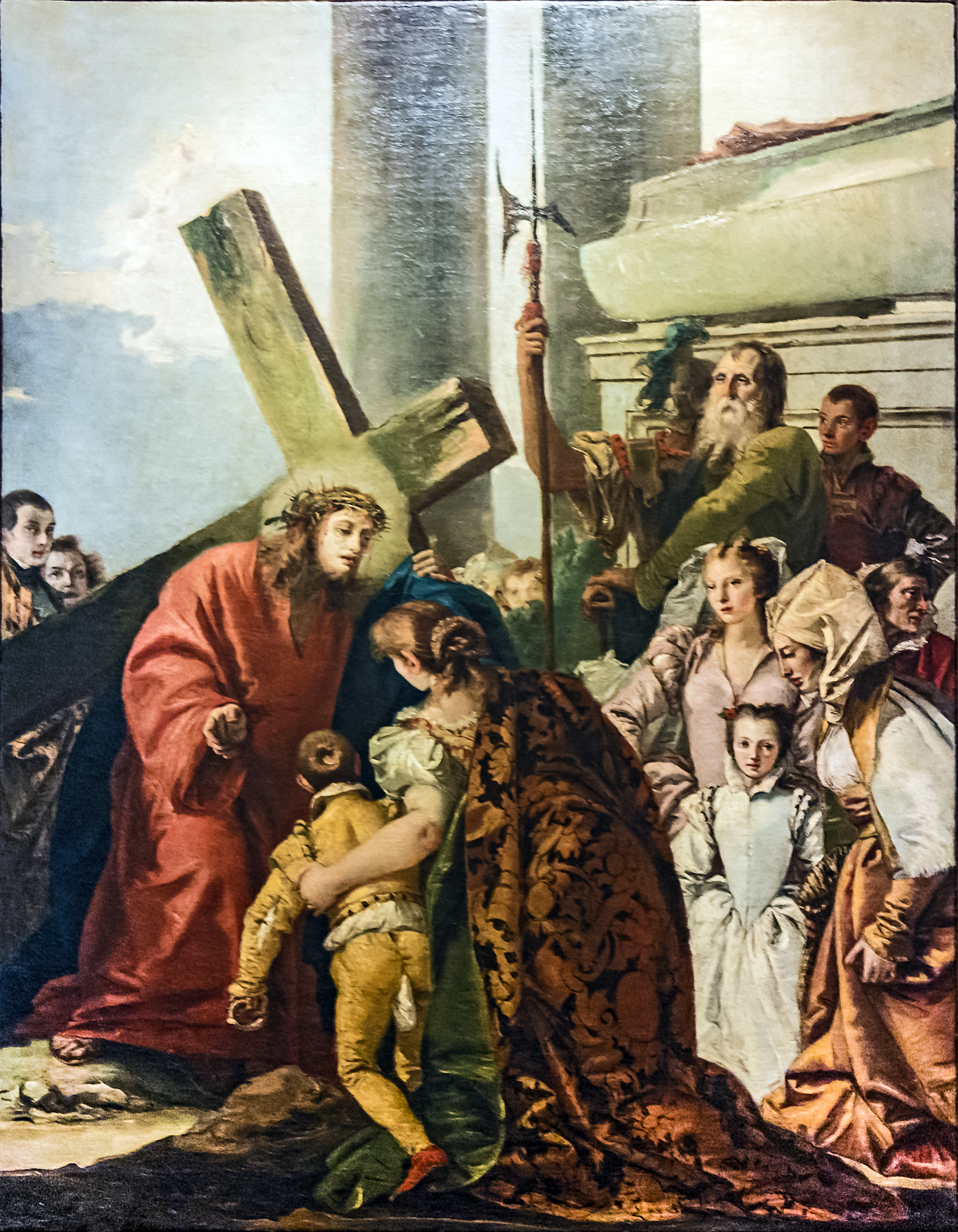
Jésus rencontre les femmes de Jérusalem qui pleurent.
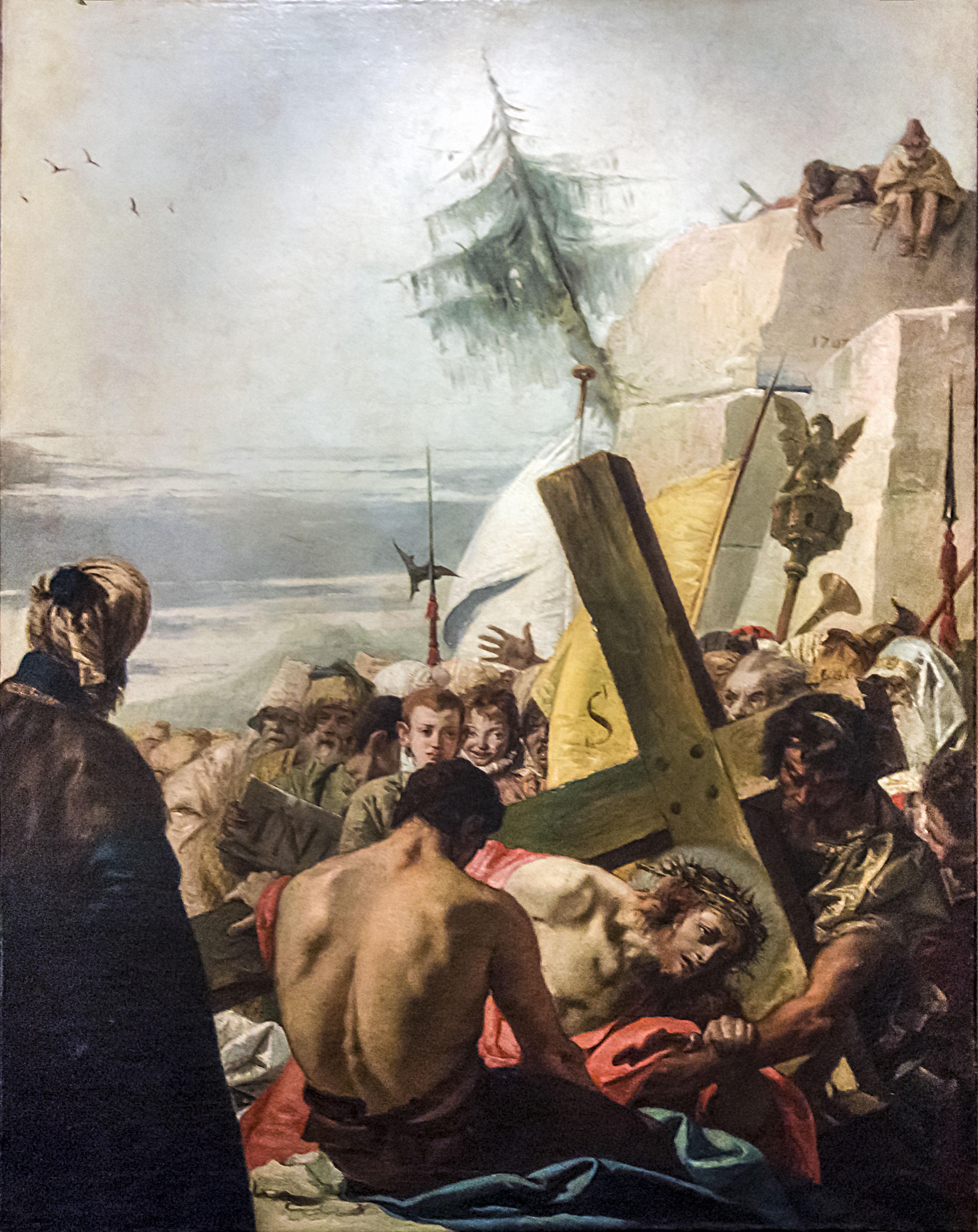
Jésus tombe pour la troisième fois.
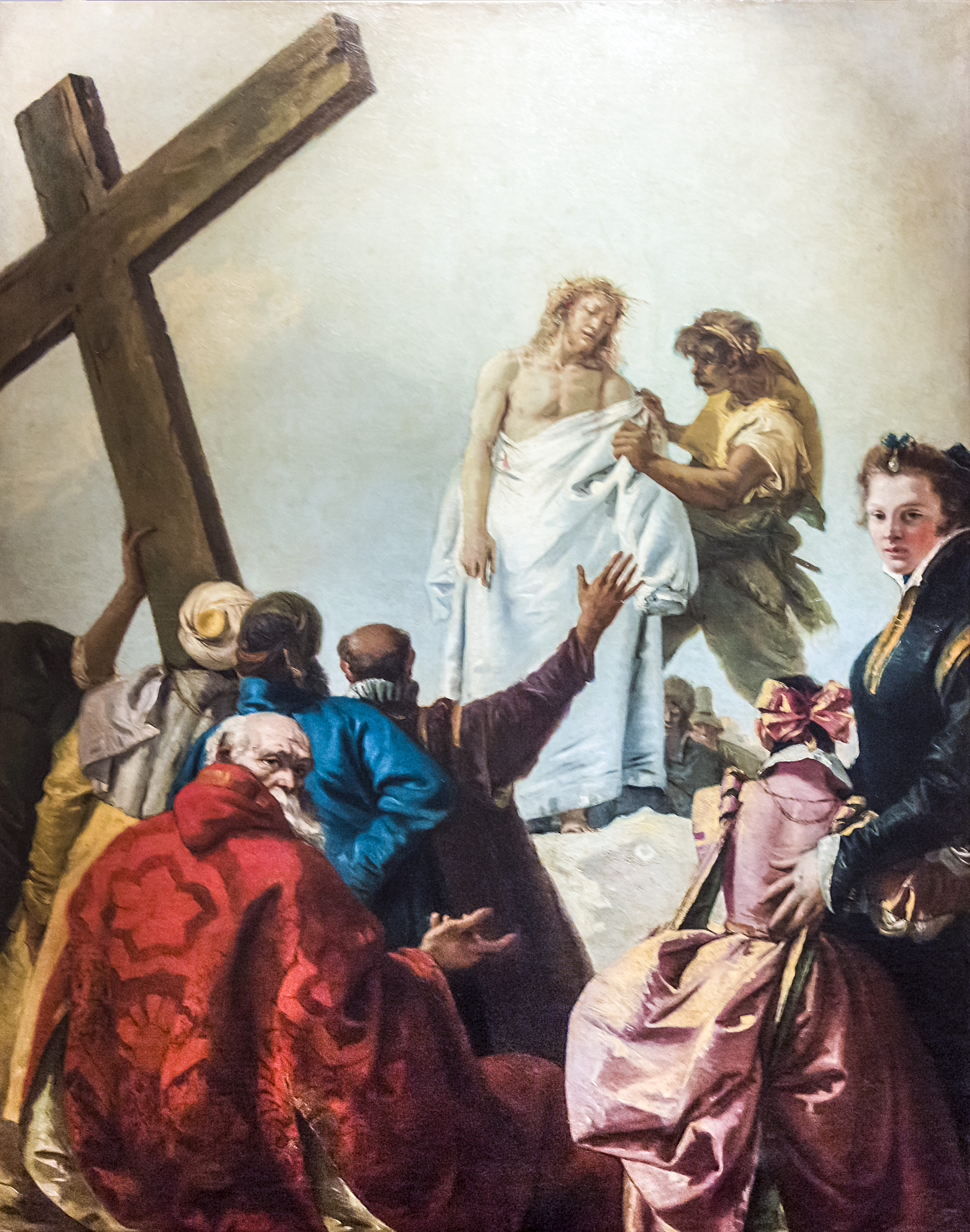
Jésus est dépouillé de ses vêtements.
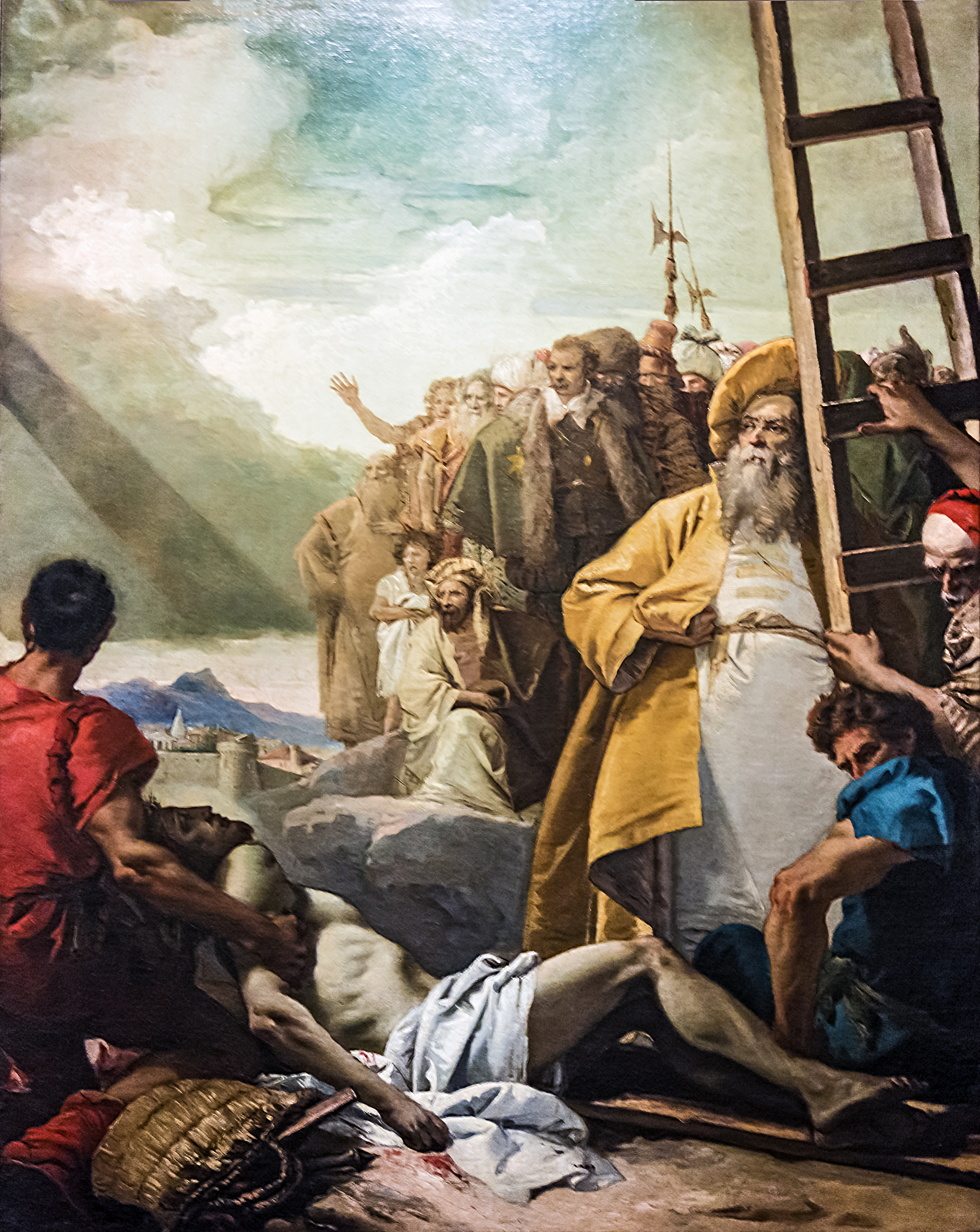
Jésus est cloué à la croix.
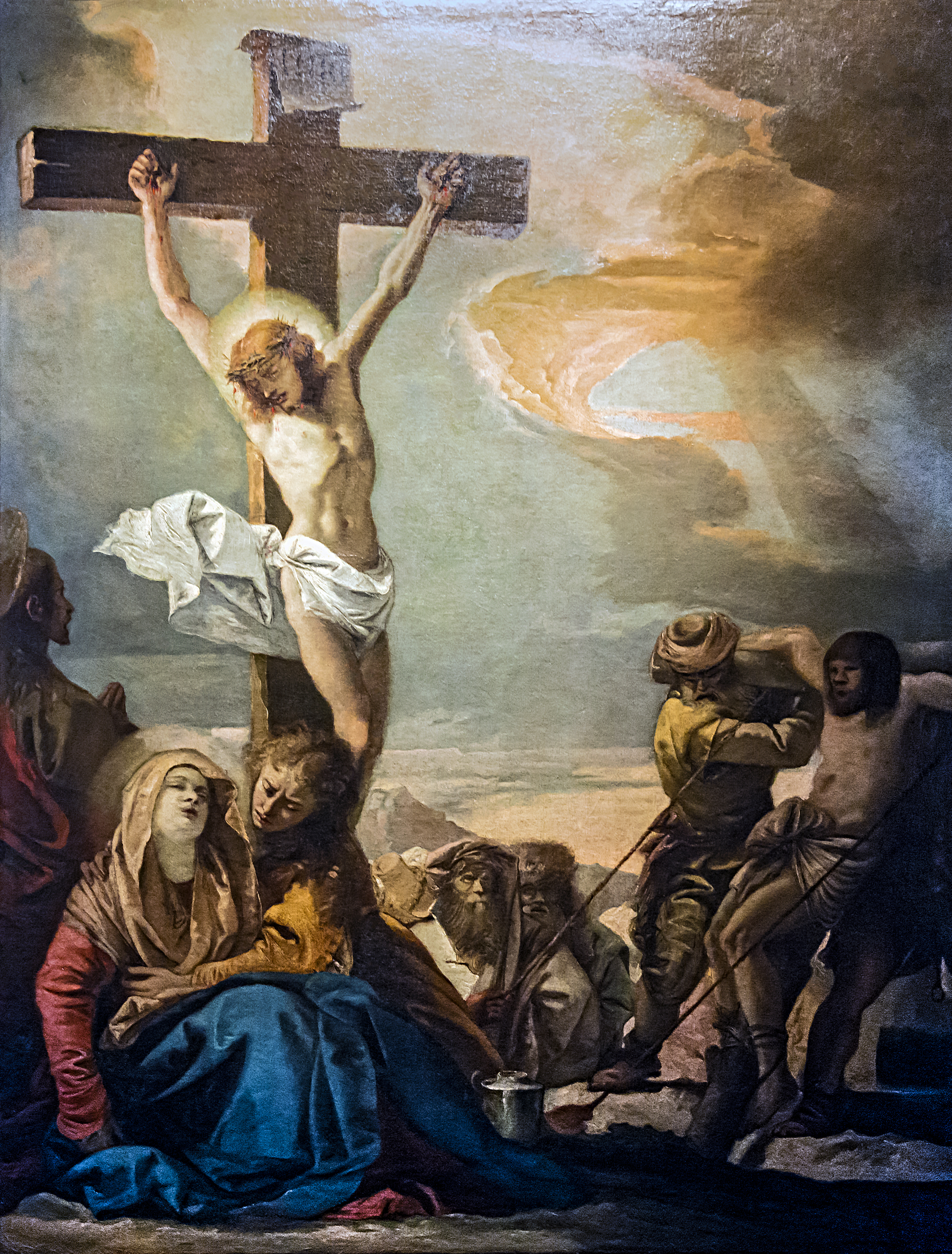
Jésus meurt sur la croix.
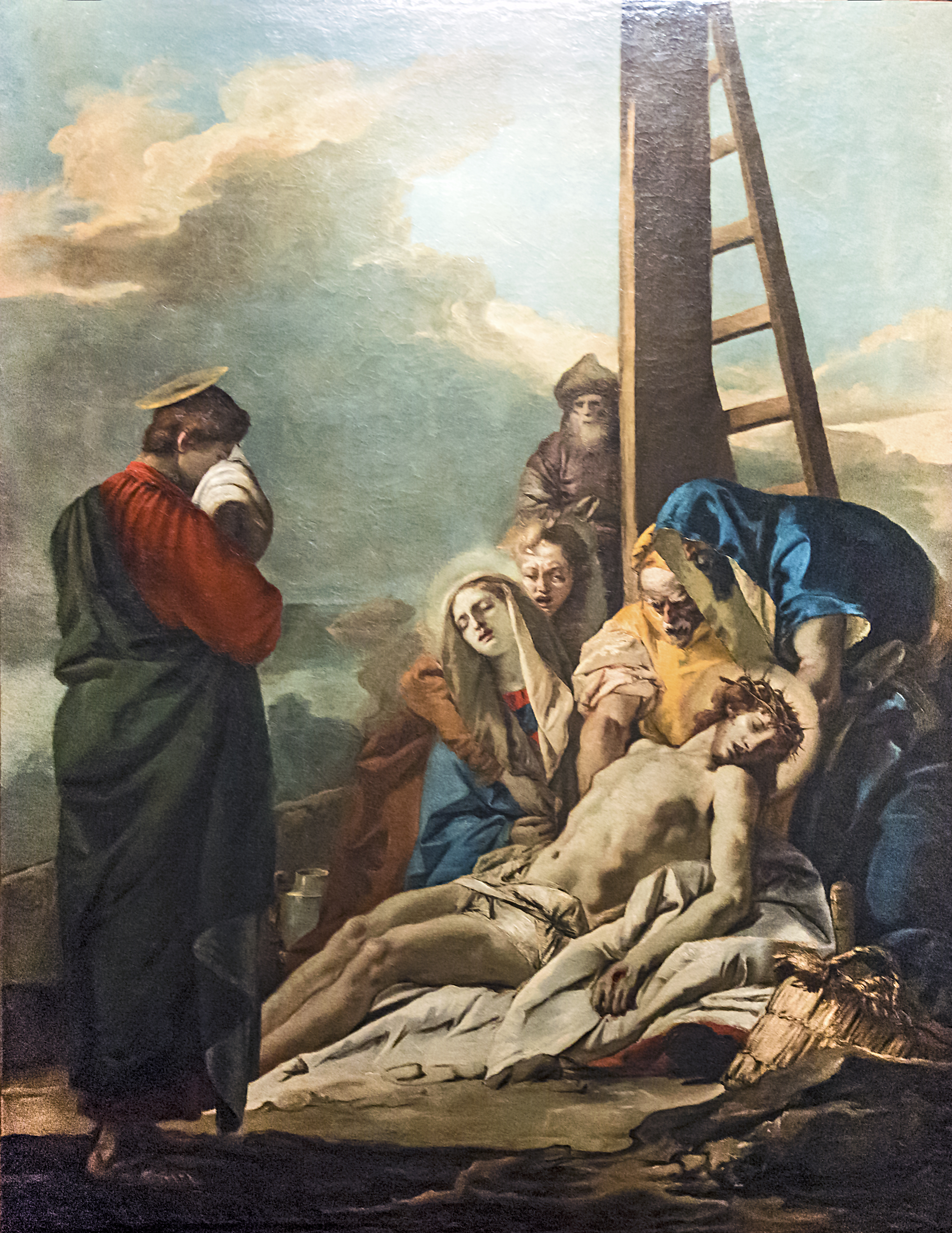
Jésus est descendu de la croix et son corps est rendu à sa mère (Déploration).
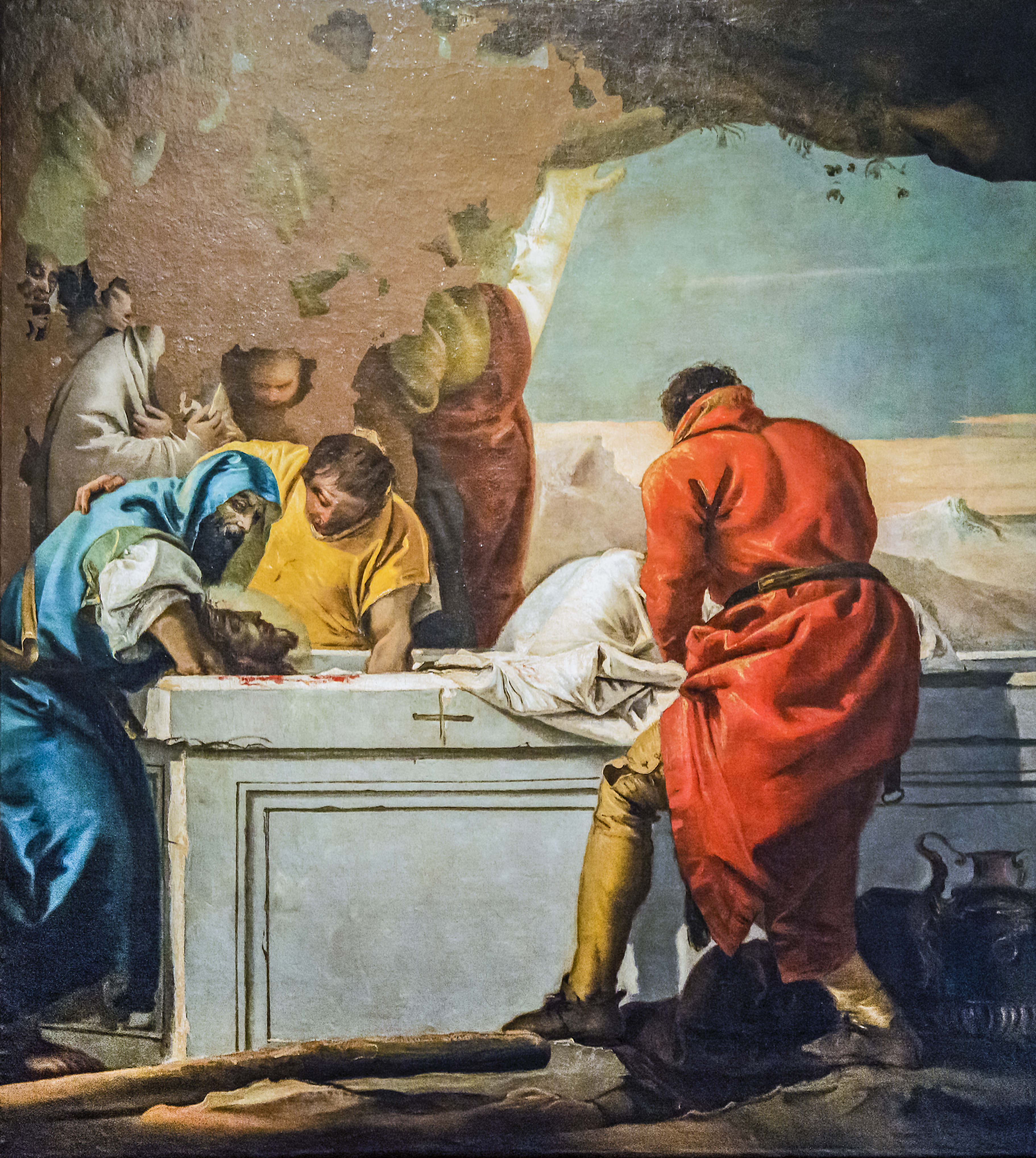
Le corps de Jésus est mis au tombeau.

- Et le Chemin de croix exécuté en 1713 par Giovanni Antonio Capello pour l'église Saint-Joseph de Brescia, conservé intégralement.

Au XXe siècle, les peintres Eugène Thiery, Paul Charavel, Albert Servaes, Abel Pineau, Léon Zack, Philippe Cara Costea, Eduardo Pisano, Simona Ertan, Pierre Garcia-Fons, Jean Labellie, Robert Falcucci, Jef Friboulet, Bernard Damiano, Blaise Patrix, Pierre Fichet, Gérald Collot, René-Marie Castaing, Gin Coste-Crasnier, Miguel Devèze, Roland Irolla, Michel Four, David Daoud ont œuvré à des chemins de croix.

## Les quatorze stations
Les quatorze stations du Chemin de croix TerraSanctaMuseum.

### Forme traditionnelle

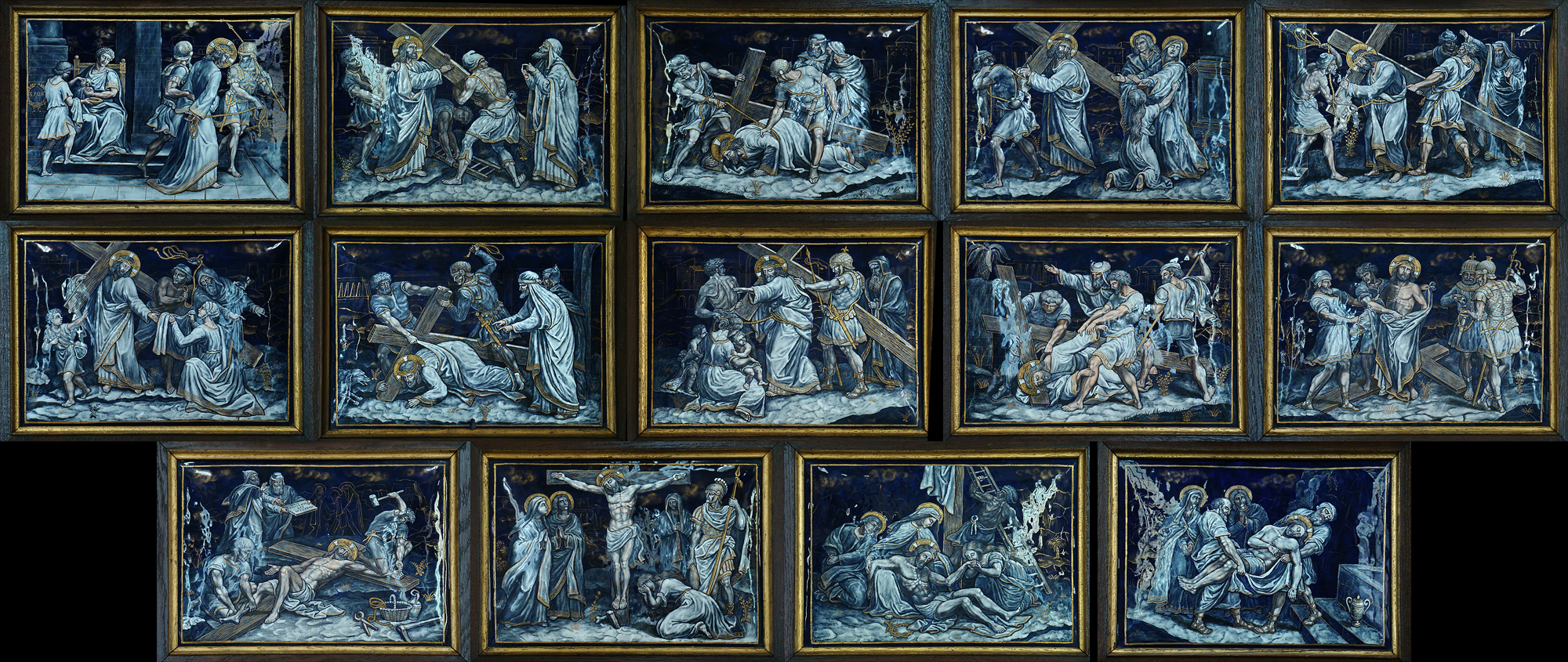
Église Notre-Dame-des-Champs d'Avranches.

1. Jésus est condamné à être crucifié ;
2. Jésus est chargé de sa croix ;
3. Jésus tombe pour la première fois sous le poids de la croix ;
4. Jésus rencontre sa mère ;
5. Simon de Cyrène aide Jésus à porter sa croix ;
6. Sainte Véronique essuie le visage de Jésus ;
7. Jésus tombe pour la deuxième fois ;
8. Jésus rencontre les femmes de Jérusalem qui pleurent ;
9. Jésus tombe pour la troisième fois ;
10. Jésus est dépouillé de ses vêtements et abreuvé de fiel ;
11. Jésus est cloué sur la croix ;
12. Jésus meurt sur la croix ;
13. Jésus est détaché de la croix et son corps est remis à sa mère (Déploration) ;
14. Le corps de Jésus est mis au tombeau par Joseph d'Arimathie et Nicodème.

### Forme suivant les Écritures instaurée en1991
La piété populaire a donc développé quatorze stations tirées des Évangiles ou de la tradition orale. En 1991, lors de son Chemin de croix, Jean-Paul II, soucieux de plus de vérité et de base solide, a supprimé les stations sans référence bibliques (5 au total : les 3 chutes, la rencontre avec Marie et avec Véronique) pour les remplacer par d'autres. Elles s'inspirent uniquement d'événements relatés dans les Évangiles. On y trouve aussi quatorze stations :
1. Jésus au jardin de Gethsémani (Agonie) ;
2. Jésus trahi par Judas et arrêté ;
3. Jésus condamné par le Sanhédrin ;
4. Jésus renié par Pierre ;
5. Jésus jugé par Pilate ;
6. Jésus est couronné d'épines ;
7. Jésus prend sa croix ;
8. Simon de Cyrène aide Jésus à porter la croix ;
9. Jésus rencontre les femmes de Jérusalem ;
10. Jésus est cloué sur la croix ;
11. Jésus promet son royaume au bon larron ;
12. Jésus confie sa mère à Jean ;
13. Jésus meurt sur la croix ;
14. Jésus est mis au tombeau.

## Une quinzième station
En 1958, à l'occasion du centenaire des apparitions de la Vierge Marie à Lourdes, un Chemin de croix a été construit et une quinzième station ajoutée : « Avec Marie dans l'espérance de la résurrection »,. Cette initiative s'est propagée : c'est le cas du Chemin de croix moderne de la cathédrale d'Évry ou de celui de Caggiano en Italie. Le Chemin de croix des jardins de l'oratoire Saint-Joseph du mont Royal à Montréal comporte quatorze stations plus un monument de la Résurrection et une fontaine de la Rédemption.

## Érection d'un Chemin de croix
Un Chemin de croix consiste en quatorze stations marquées d'une croix souvent en bois, et habituellement accompagnées d'images ou de sculptures illustrant la station. Si, au début de cette dévotion, la faculté d'ériger et de bénir ces stations était réservée aux cardinaux, évêques, et supérieurs de l'ordre des Frères mineurs, cette faculté a été ensuite étendue. Par le motu proprio Pastorale munus, Paul VI a accordé aux évêques la faculté d'autoriser les prêtres à le faire, excepté dans les paroisses sur le territoire desquelles se trouve un couvent franciscain.

## Chemin de croix et indulgence
Le pape Pie XI, voulant mettre fin à tous les doutes, abroge en 1931 toutes les concessions antérieures (indulgences plénières et partielles), et accorde une indulgence plénière au fidèle qui effectue avec foi cet exercice du Chemin de croix. Pour ce faire, outre les conditions habituelles, il faut que le fidèle se déplace entre les quatorze stations légitimement érigées, et devant chaque, médite sur la Passion et la mort du Christ. Il n'y a pas de requêtes particulières quant à la durée de la méditation, ni la nécessité d'utiliser des prières spécifiques, mais l'usage commun est la lecture d'un passage correspondant de la Bible, et de quelques prières adaptées. Ceux qui sont empêchés par des motifs légitimes peuvent gagner l'indulgence en méditant un certain temps sur la Passion et la mort du Christ.

## Lorsque l'on parcourt le Chemin de croix

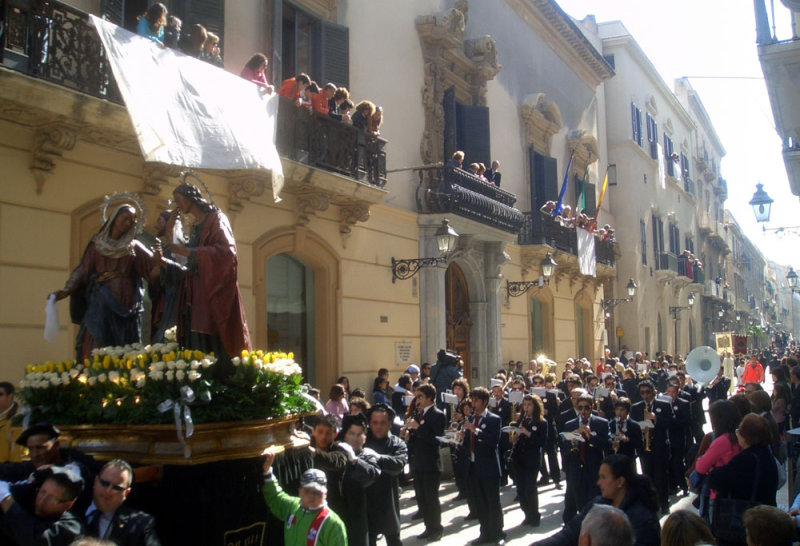
La procession des mystères de Trapani.

Le Chemin de croix représente, pour le fidèle, un moment de prière, de réflexion et un chemin de pénitence.
La célébration du Chemin de croix est très commune lors des vendredi du Carême, spécialement le Vendredi saint. Fréquemment les célébrations à caractère communautaire sont accompagnées de divers chants et prières, très courant comme accompagnement musical est la séquence du Stabat Mater Dolorosa. Alors, le Chemin de croix entre à faire partie de l'ensemble des représentations populaires.
Une représentation populaire importante, au Piémont, en Italie, est le Chemin de croix d'Antignano, un village de la province d'Asti, où 140 personnes endossent des vêtements de l'époque pour évoquer à nouveau les dernières heures de la vie de Jésus. Représentation non seulement théâtrale, mais aussi liturgique qui est mise en scène seulement et exclusivement le Vendredi saint. Un autre Chemin de croix spectaculaire d'origine espagnole se déroule à Trapani depuis le XVIIe siècle durant le Vendredi saint : la procession des mystères de Trapani.

## Jean-PaulIIet le Chemin de croix
Comme tous les papes, Jean-Paul II conduisait publiquement un Chemin de croix à Rome, au Colisée, chaque année, le soir du Vendredi saint. Durant de nombreuses années il a porté personnellement la croix de Station en Station, puis, en raison des problèmes survenus après l'attentat subi et de son âge avancé, il présidait la célébration depuis une estrade sur le mont Palatin, pendant que d'autres portaient la croix.
Chaque année, une personne ou un groupe de personnes était invité à écrire les textes des méditations pour les Stations. Certains des participants, lors des dernières années du pontificat de Jean-Paul II, n'étaient pas catholiques. Certaines années (par exemple en 1991) les Stations méditées ne suivaient pas toujours l'ordre traditionnel. Le pape lui-même a écrit les textes à l’occasion du jubilé de l'an 2000. Il utilisa alors les Stations traditionnelles et parcourait le Chemin de croix chaque vendredi.

## Compositions musicales
- Via Crucis, par Stefano Vagnini (en).
- Via Crucis, par Franz Liszt.
- Le Chemin de croix par Marcel Dupré.
- Via Crucis, par Fabio Mengozzi.